# Lijst van nummer 1-hits in Nieuw-Zeeland in 2016
Deze hits stonden in 2016 op nummer 1 in de RIANZ Top 40, de bekendste hitlijst in Nieuw-Zeeland.
| Datum        | Artiest                         | Titel                |
| ------------ | ------------------------------- | -------------------- |
| 4 januari    | Justin Bieber                   | Love yourself        |
| 11 januari   | Justin Bieber                   | Love yourself        |
| 18 januari   | Justin Bieber                   | Love yourself        |
| 25 januari   | Justin Bieber                   | Love yourself        |
| 1 februari   | Justin Bieber                   | Love yourself        |
| 8 februari   | Justin Bieber                   | Love yourself        |
| 15 februari  | Zayn                            | Pillowtalk           |
| 22 februari  | Lukas Graham                    | 7 years              |
| 29 februari  | Lukas Graham                    | 7 years              |
| 7 maart      | Lukas Graham                    | 7 years              |
| 14 maart     | Lukas Graham                    | 7 years              |
| 21 maart     | Lukas Graham                    | 7 years              |
| 28 maart     | Lukas Graham                    | 7 years              |
| 4 april      | Lukas Graham                    | 7 years              |
| 11 april     | Lukas Graham                    | 7 years              |
| 18 april     | Fifth Harmony & Ty Dolla Sign   | Work from home       |
| 25 april     | Fifth Harmony & Ty Dolla Sign   | Work from home       |
| 2 mei        | Drake, Wizkid & Kyla            | One dance            |
| 9 mei        | Drake, Wizkid & Kyla            | One dance            |
| 16 mei       | Drake, Wizkid & Kyla            | One dance            |
| 23 mei       | Drake, Wizkid & Kyla            | One dance            |
| 30 mei       | Drake, Wizkid & Kyla            | One dance            |
| 6 juni       | Drake, Wizkid & Kyla            | One dance            |
| 13 juni      | Drake, Wizkid & Kyla            | One dance            |
| 20 juni      | Drake, Wizkid & Kyla            | One dance            |
| 27 juni      | Drake, Wizkid & Kyla            | One dance            |
| 4 juli       | Drake, Wizkid & Kyla            | One dance            |
| 11 juli      | Drake, Wizkid & Kyla            | One dance            |
| 18 juli      | Drake, Wizkid & Kyla            | One dance            |
| 25 juli      | Drake, Wizkid & Kyla            | One dance            |
| 1 augustus   | Major Lazer, Justin Bieber & MØ | Cold Water           |
| 8 augustus   | Major Lazer, Justin Bieber & MØ | Cold water           |
| 15 augustus  | Major Lazer, Justin Bieber & MØ | Cold water           |
| 22 augustus  | Major Lazer, Justin Bieber & MØ | Cold water           |
| 29 augustus  | The Chainsmokers & Halsey       | Closer               |
| 5 september  | The Chainsmokers & Halsey       | Closer               |
| 12 september | The Chainsmokers & Halsey       | Closer               |
| 19 september | The Chainsmokers & Halsey       | Closer               |
| 26 september | The Chainsmokers & Halsey       | Closer               |
| 3 oktober    | The Chainsmokers & Halsey       | Closer               |
| 10 oktober   | The Chainsmokers & Halsey       | Closer               |
| 17 oktober   | The Chainsmokers & Halsey       | Closer               |
| 24 oktober   | The Weeknd & Daft Punk          | Starboy              |
| 31 oktober   | The Weeknd & Daft Punk          | Starboy              |
| 7 november   | James Arthur                    | Say you won't let go |
| 14 november  | James Arthur                    | Say you won't let go |
| 21 november  | James Arthur                    | Say you won't let go |
| 28 november  | Rae Sremmurd & Gucci Mane       | Black beatles        |
| 5 december   | The Weeknd & Daft Punk          | Starboy              |
| 12 december  | The Weeknd & Daft Punk          | Starboy              |
| 19 december  | The Weeknd & Daft Punk          | Starboy              |
| 26 december  | Bruno Mars                      | 24k magic            |